# Lijst van burgemeesters van Ten Boer
Dit is een lijst van burgemeesters van de voormalige Nederlandse gemeente Ten Boer in de provincie Groningen tot de opheffing van de gemeente op 31 december 2018.
| Ambtsperiode | Naam burgemeester                             | Partij of stroming | Bijzonderheden                                                       |
| ------------ | --------------------------------------------- | ------------------ | -------------------------------------------------------------------- |
| 1811 - 1834  | Harm de Boer                                  |                    | ovl. 19 juli 1834                                                    |
| 1834 - 1852  | Rutger Adolf Benthem Reddingius               |                    |                                                                      |
| 1852 - 1854  | Albert Zeper                                  |                    | werd burgemeester van Hoogeveen                                      |
| 1854 - 1870  | Herman Wolthers                               |                    |                                                                      |
| 1870 - 1873  | Ludwig August Henri de Sturler de Frienisberg |                    | tevens burgemeester van Noorddijk; in 1876 werd hij jonkheer         |
| 1873 - 1900  | Wibrandus Gerardus Reddingius                 |                    | ovl. 7 mei 1900                                                      |
| 1900 - 1906  | Ferdinand Marius Albarda                      |                    | was burgemeester van Usquert, werd burgemeester van Zuidlaren        |
| 1906 - 1913  | Siert Triezenberg                             |                    |                                                                      |
| 1913 - 1917  | Heertje Venema                                |                    | werd burgemeester van Bellingwolde                                   |
| 1917 - 1935  | Gepko Huisman                                 |                    |                                                                      |
| 1935 - 1946  | Obbo Johannes Scherphuis                      | VDB en PvdA        | was wethouder van Appingedam, werd burgemeester van Slochteren       |
| 1947 - 1957  | Wijtze Reinder van der Meer                   | PvdA               |                                                                      |
| 1957 - 1968  | Peter Molendijk                               | PvdA               | werd burgemeester van Steenwijk                                      |
| 1969 - 1975  | Ben Liese                                     | PvdA               | was burgemeester van Wildervank                                      |
| 1975 - 1978  | Juul Zandbergen                               | ARP                | was wethouder van Meppel, werd burgemeester van Hefshuizen           |
| 1979 - 1984  | Jan Bultena                                   | CDA                | was burgemeester van Baflo                                           |
| 1984 - 1990  | Anne Sybesma                                  | CDA                | was burgemeester van Adorp                                           |
| 1990 - 1997  | Rieks Blok                                    | CDA                | was burgemeester van Aduard                                          |
| 1997 - 2001  | Joop Alssema                                  | GPV                | werd burgemeester van Staphorst                                      |
| 2001 - 2002  | Jaap van Dijk                                 | CDA                | waarnemend burgemeester                                              |
| 2002 - 2008  | Rika Pot                                      | PvdA               | was wethouder van Marum, werd waarnemend burgemeester van Appingedam |
| 2009 - 2009  | Annet van der Hoek                            | PvdA               | waarnemend burgemeester                                              |
| 2009 - 2017  | André van de Nadort                           | PvdA               | was wethouder van Steenwijk                                          |
| 2017 - 2018  | Frank de Vries                                | PvdA               | waarnemend burgemeester                                              |